# Onze-Lieve-Vrouw-Tenhemelopnemingkerk (Leopoldsburg)
De Onze-Lieve-Vrouw-Tenhemelopnemingkerk is de parochiekerk van Leopoldsburg. Ze bevindt zich aan de Kastanjedreef.
Toen het Kamp van Beverlo werd opgericht kwam er in 1837 ook een primitief parochiekerkje, dat echter bij een orkaan omverwaaide. In 1843 werd een nieuwe kerk gebouwd buiten het militair domein, in neoclassicistische stijl en met 300 zitplaatsen. De kerk was al spoedig te klein, waarop in 1903 een nieuwe kerk werd ingewijd. De architectuur van deze kerk, ontworpen door Albert Capronnier, is geïnspireerd door de romaanse kerk van Bertrix. Typerend is de vierkante toren.
De kerk bezit een aantal 19e-eeuwse schilderijen, de glas-in-loodramen zijn kopieën van de ramen in de kathedraal van Chartres. Ook bevat de kerk twee marmeren beelden van heiligen die ook soldaat zijn geweest, en wel de Heilige Mauritius en de Heilige Gommarus, die door de koninklijke familie werden geschonken. De kruiswegstaties zijn in zandsteen uitgebeiteld.
De kerk is, met 1400 zitplaatsen en 1000 staanplaatsen, een van de grootste van Limburg.
In 1999 werd de kerk als monument beschermd.